# Selenops saldali
Selenops saldali là một loài nhện trong họ Selenopidae.
Loài này thuộc chi Selenops. Selenops saldali được J. A. Corronca miêu tả năm 2002.